# Australoodera bicinctipilum
Australoodera bicinctipilum är en stekelart som först beskrevs av Girault 1923.  Australoodera bicinctipilum ingår i släktet Australoodera och familjen hoppglanssteklar. Inga underarter finns listade.